# Distretto di Tomay Kichwa
Il distretto di Tomay Kichwa è uno degli otto distretti della provincia di Ambo, in Perù. Si trova nella regione di Huánuco e si estende su una superficie di 42.11 chilometri quadrati.